# Marion Lutke
Marion Lutke (Amsterdam, 27 maart 1958) is een Nederlandse voormalig televisiepresentatrice. 

## Biografie
Lutke werd geboren in Amsterdam en groeide hier op. Na haar vwo behaald te hebben, volgde ze een studie makelaar OG. Ze was een aantal jaren verkoopmanager en trainer voor het management bij het grootwinkelbedrijf. Vanaf 1983 werkte ze bij als vestigingsmanager bij een uitzendbureau. Ook trainde en coachte ze intercedenten en managers in opleiding in de uitzendbranche. 
Vanaf 1992 werkte Lutke bij de Evangelische Omroep (EO), waar ze begon als presentator van het tv-programma Vrouw-Zijn. Ook heeft ze vier jaar samen met Menno Helmus het tv-programma Man/Vrouw gepresenteerd. Hierna deed ze het opvoedingsprogramma JongLeren en de programma's Ik mis je, Grenzeloos verlangen en Per Ongeluk. Vanaf januari 2008 presenteerde Lutke Onverwacht Bezoek, waarin geëmigreerde Nederlanders een familielid of vriend(in) op bezoek krijgen die ze lang niet meer hebben gezien. Vanaf april 2009 presenteerde Lutke het vrouwenmagazine Eva op televisie. Ook presenteerde ze in 2010 een paar afleveringen van De Pelgrimscode. 
Naast het presenteren van programma's verzorgde Lutke diverse verenigingsactiviteiten voor de EO. Daarnaast was ze lifecoach op vrijwillige basis. Na twintig jaar voor de EO gewerkt te hebben stopte Lutke in 2012 met haar werk voor de omroep en vestigde ze zich als zelfstandig consultant, lifecoach en trainer.

## Publicatie
In juni 2020 kwam haar boek Loskomen uit de greep van narcisme uit, over haar eigen ervaring met het getrouwd zijn met een partner met een narcistische persoonlijkheidsstoornis.
- Loskomen, juli 2020, uitgeverij: Sestra, ISBN 9789492831606.